# Ficus callosa
Ficus callosa là một loài thực vật có hoa trong họ Moraceae. Loài này được Willd. mô tả khoa học đầu tiên năm 1798.

## Hình ảnh

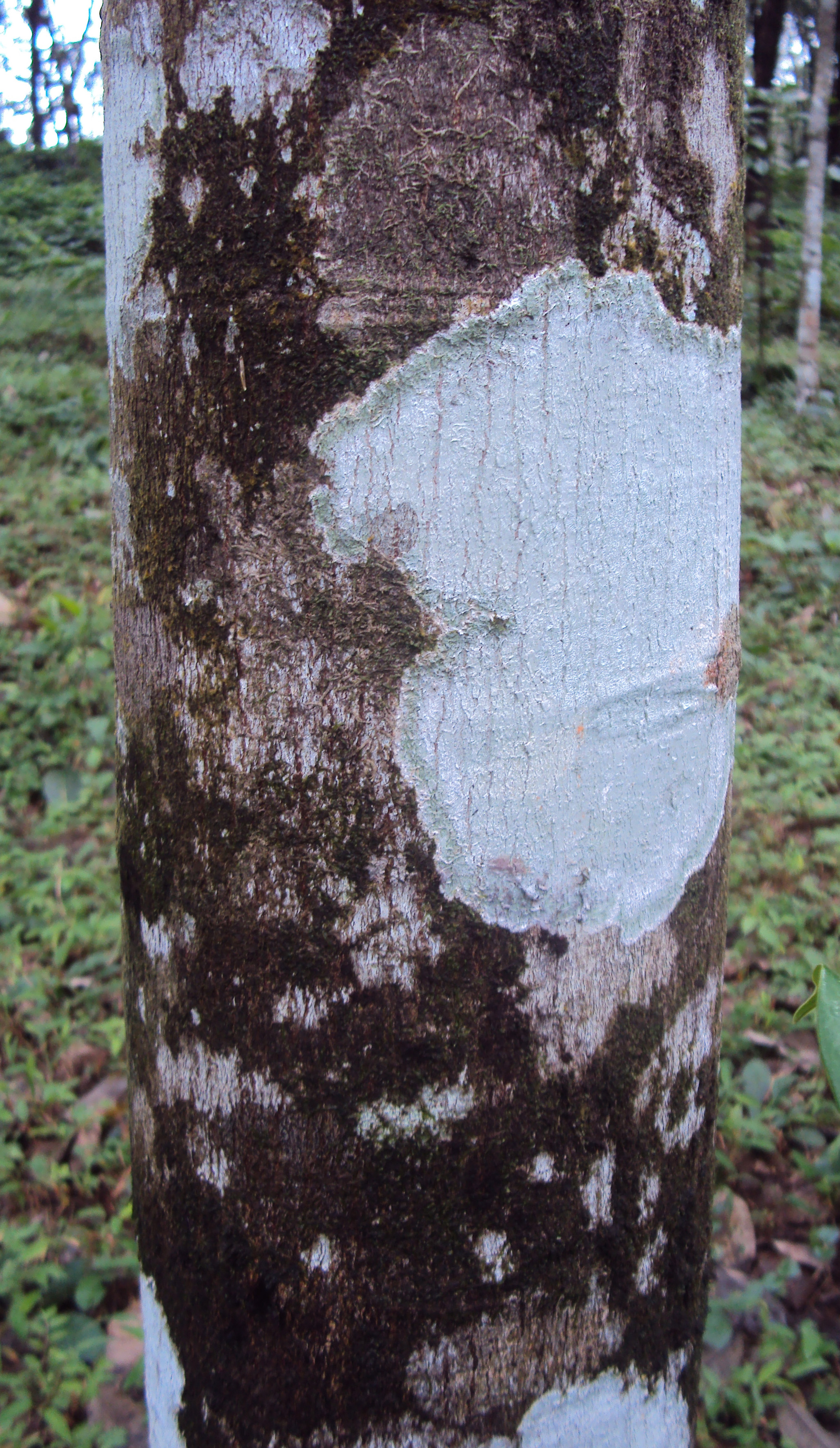
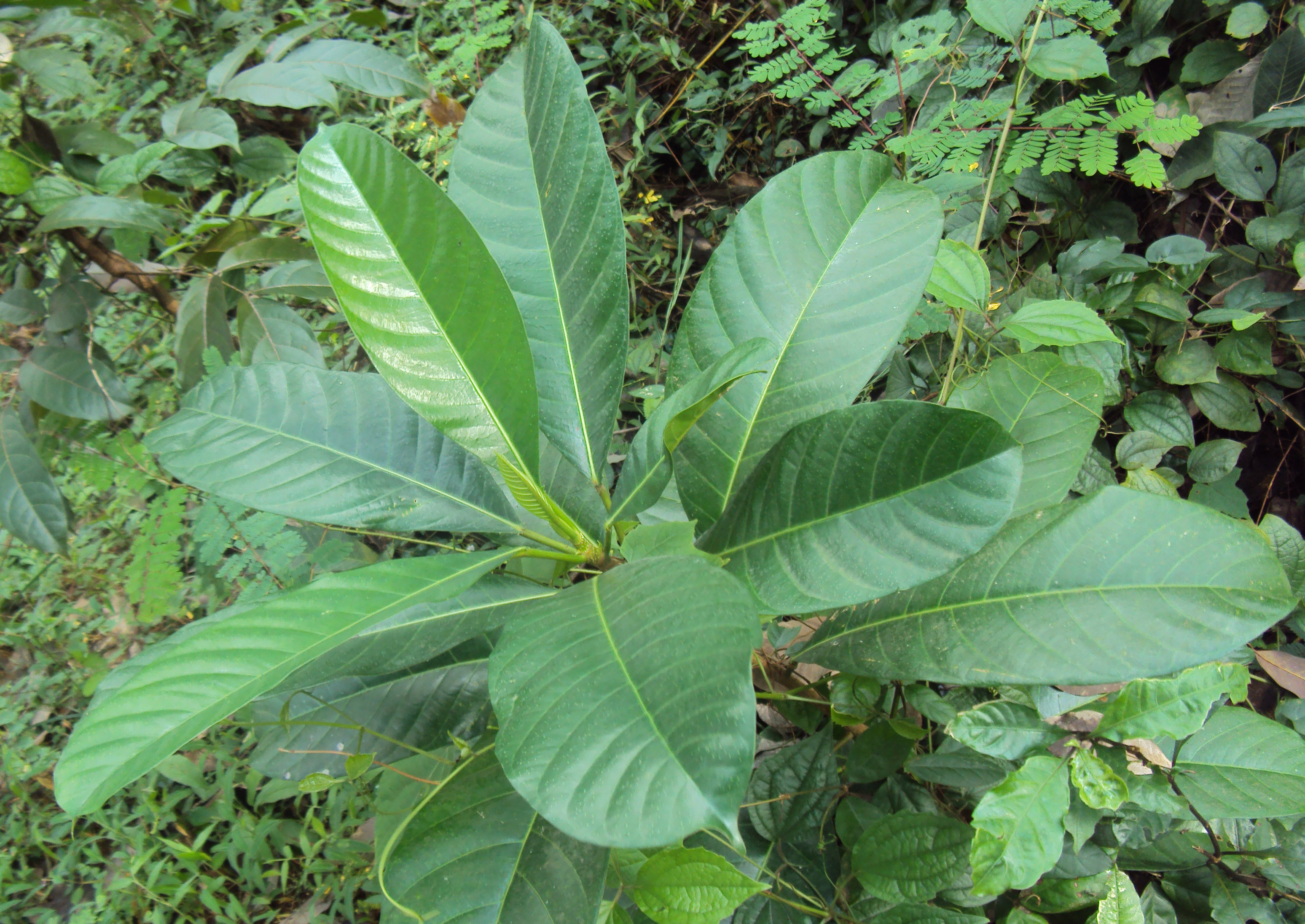
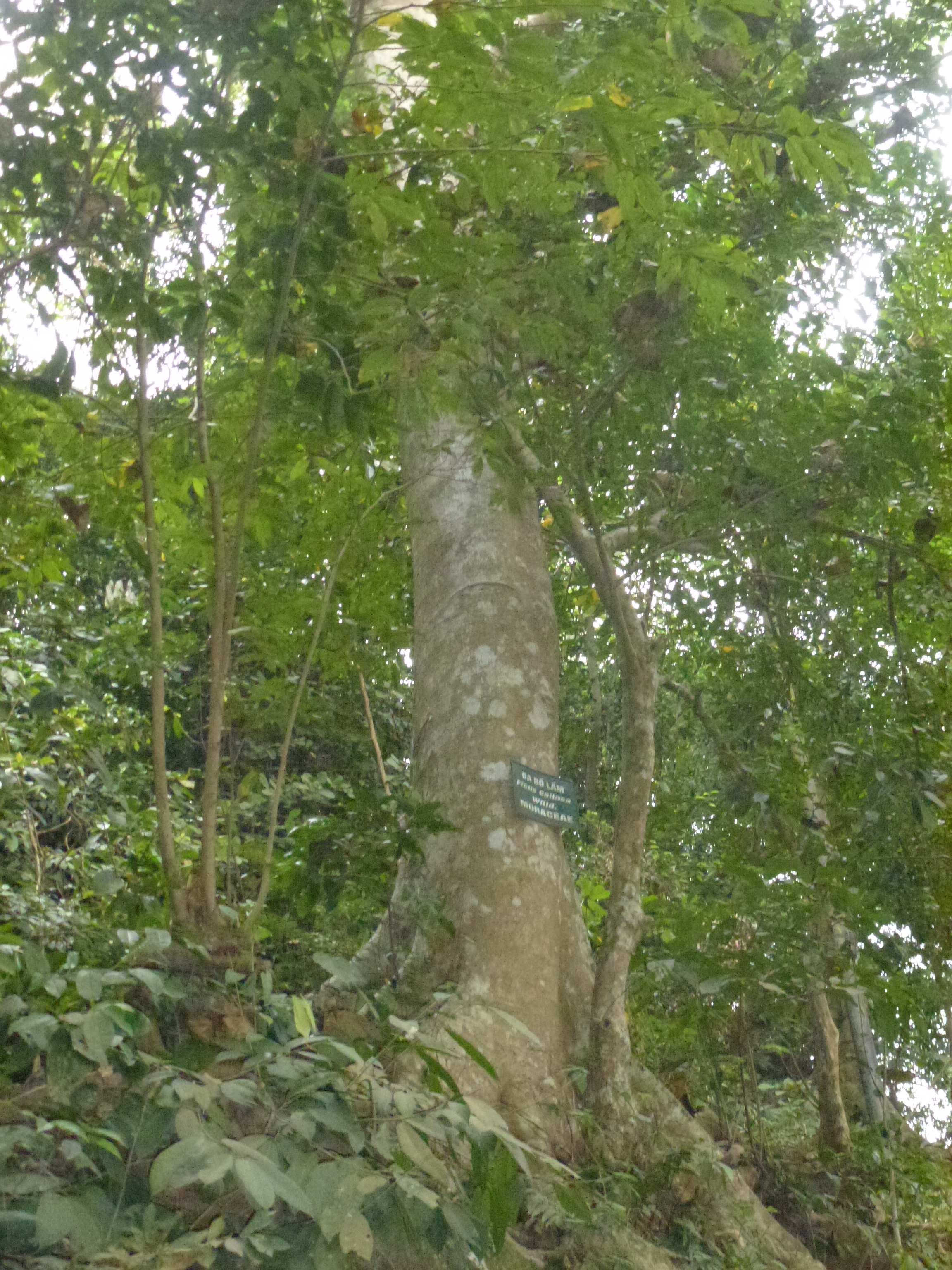
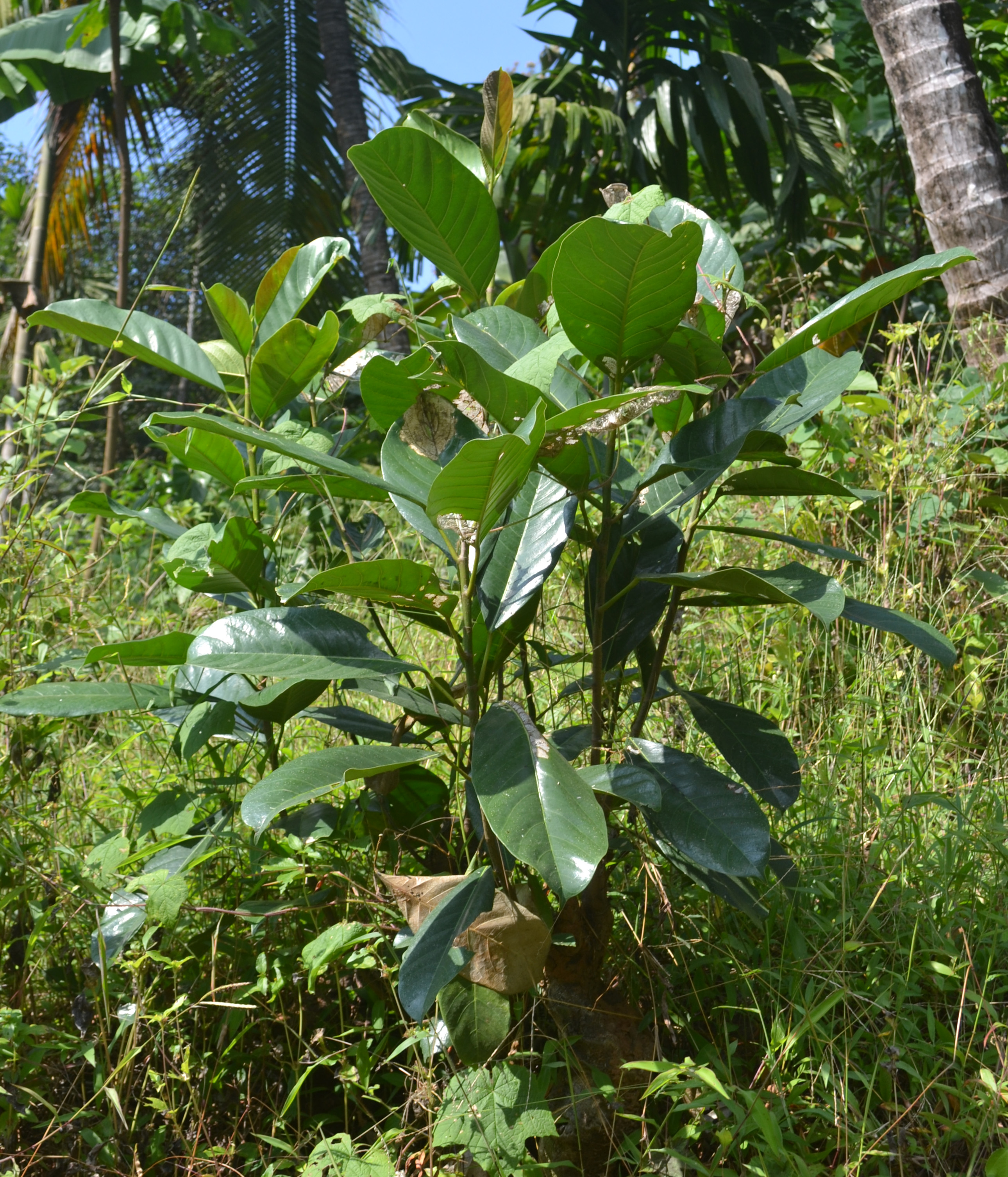